# Wasteland
Wasteland ist ein Computer-Rollenspiel, das für den Apple II von Interplay entwickelt und 1988 von Electronic Arts vertrieben wurde. Noch im selben Jahr wurde es auch für Commodore 64 und DOS veröffentlicht. Nach 26 Jahren erschien am 19. September 2014 der Nachfolger Wasteland 2.

## Handlung
Wasteland spielt Mitte des 21. Jahrhunderts nach einem Atomkrieg zwischen den USA und der Sowjetunion. Große Teile der Erde haben sich in Ödland (Wasteland) verwandelt, in dem es zu Überleben gilt. Die vier Hauptcharaktere sind Desert Rangers, Überreste der United States Army, die den nuklearen Holocaust überlebt haben und aus den Wüsten des Südwestens der USA stammen. Sie sollen eine Reihe von Vorfällen in der Wüste auf den Grund gehen. Ihre Reise bringt sie in die letzten Enklaven der menschlichen Zivilisation, inklusive des postatomaren Las Vegas.

## Spielprinzip
In diesem Spiel steuert man eine kleine Gruppe von anfangs vier Personen durch eine postapokalyptische Umgebung. Dabei blickt man den größten Teil der Zeit von oben auf die Landschaft, die in Tile-Grafik dargestellt wird, und bewegt sich darin schrittweise. Für Kampfsituationen wird in eine Frontalansicht umgeschaltet, in der man eine kurze Übersicht über die eigenen Figuren erhält, und der jeweiligen Gegner und die Aktionen optisch eingeblendet wird. Die Kämpfe erfolgen rundenbasiert, wobei neben der Ausrüstung sowohl Charakterattribute als auch ein Skillsystem zum Tragen kommt.
Während des Spiels kann man weitere Charaktere rekrutieren, bis zu einem Maximum von insgesamt sieben Gruppenmitgliedern. Solche Söldner verhalten sich jedoch nicht immer wie vom Spieler gewünscht, und sind in der Lage, die Ausführung von Befehlen zu verweigern, eine frühe Version von Persönlichkeit bei NSCs.
Der größte Teil des Spiels verläuft in einer nicht-linearen Form. Eine Besonderheit war dabei der hohe Anteil an Entscheidungsmöglichkeiten für den Spieler. Für viele Situationen im Spiel existieren mehrere Lösungen, die unterschiedliche Nebenresultate liefern. Damit durchbrach Wasteland das damals in Rollenspielen übliche Schema des es gibt nur eine gültige Lösung für jedes Problem und machte die Entscheidungsfreiheit, die man sonst hauptsächlich von Pen-&-Paper-Rollenspielen kannte, in Computer-Rollenspielen verfügbar.
Teile der Erzählung wurden in Form eines Geschichtenbuches veröffentlicht, das dem Originalspiel beilag. Somit wurden die Speicherplatz-Engpässe der damaligen Datenträger umgangen. Bei Bedarf wird im Spiel auf eine Stelle im Buch verwiesen, sodass der Spieler den entsprechenden Abschnitt selbst nachlesen kann. Da sämtliche Fortschritte im Spiel permanent auf dem Datenträger des Spiels erfasst wurden, musste der Spieler vor Beginn des Spiels eine Kopie seiner Originaldatenträger erstellen, um diese nicht überschreiben zu müssen.

## Entwicklung
Wasteland wurde von Interplay Entertainment, einem von Brian Fargo mitgegründeten kalifornischen Entwicklerstudio, mit Alan Pavlish als Hauptprogrammierer für den Apple II entwickelt.
Aufgrund starker Ähnlichkeit mit The Bard’s Tale, ebenfalls von Brian Fargo mitentwickelt, wird Wasteland als technischer Nachfolger aufgefasst. Übernommen wurde das rundenbasierte Kampfsystem, der Party-Modus und der Bildschirm-Aufbau, nicht jedoch die (vereinfachte) 3D-Darstellung. Die atmosphärische Darstellung des postatomaren Holocausts erinnert ferner an Filme wie Mad Max aus dem Jahr 1980, auch wenn die Hintergrundgeschichten wenig gemein haben.
Nach fünfjähriger Entwicklungszeit wurde es 1988 von Electronic Arts veröffentlicht. Ebenfalls 1988 erfolgten Portierungen auf den C64 und MS-DOS. Für die DOS-Portierung erhielt Interplay eine Vergütung von 28.000 US-Dollar. Manchmal wird als Erstveröffentlichungstermin fälschlicherweise 1987 genannt, da dieses Jahr auf dem Titelbildschirm der Apple-II-Version angegeben ist.
Bei der Spielmechanik sind alle Varianten praktisch identisch, jedoch hatte die EGA-Version für MS-DOS eine verbesserte Grafik (es gab auch eine CGA-Version) und die C64-Variante den besten Sound. Die DOS-Version differierte auch durch die zusätzliche wählbare Fähigkeit „Combat Shooting“.

## Wiederveröffentlichungen
Wasteland wurde 1995 im Rahmen der Spielesammlung Interplay's 10 Year Anthology: Classic Collection und 1998 in den Ultimate RPG Archives durch Interplays DragonPlay Label wiederveröffentlicht. Diesen später zusammengestellten Bundles fehlte jedoch das ursprüngliche Setupprogramm, welches es erlaubt hatte, die Spielkarte zurückzusetzen und gleichzeitig die Heldengruppe beizubehalten. Der Hobbyprogrammierer Jeremy Reaban schrieb ein inoffizielles Programm, welches diese fehlende Funktionalität wieder einfügt.
Am 12. November 2013 wurde das Spiel von inXile Entertainment, dem neuen Unternehmen von Brian Fargo und mittlerweile Rechteinhaber der Wasteland-Rechte, über die Online-Distributionsplattform GOG.com mit dem Titel Wasteland: The Original Classic für Windows und Mac OS neu veröffentlicht. Am nächsten Tag folgte der Anbieter Steam für die Plattformen Windows, Mac OS und Linux. Diese Version beinhaltet auch einige optionale Erneuerungen wie eingesprochene Paragraphentexte, Musik und überarbeitete Porträts.
Da das Spiel auch in dieser Version noch unter teilweise kritischen Programmfehlern leidet, entwickelte ein Fan einen inoffiziellen Fix, der einen kritischen Timingcrash behebt und der von inXile in den offiziellen Patch 2 integriert wurde.

## Rezeption
Wasteland gilt als das erste postapokalyptische Computer-Rollenspiel. Das amerikanische Magazin Computer Gaming World lobte unter anderem die Handlung, das Charaktersystem, die vielzähligen Lösungsmöglichkeiten und die grafische Darstellung. Das Spiel verkaufte sich nach Angaben von Brian Fargo aus dem Jahr 2012 etwa 100.000 mal für Apple II und Commodore 64.
Computer Gaming World zeichnete das Spiel im Oktober 1988 als „Adventure Game of the Year“ aus, im November 1996 wurde es zudem auf dem 9. Platz der 150 besten Computerspiele aller Zeiten gelistet. Im Juli 2000 wurde Wasteland vom amerikanischen Onlinemagazin IGN zu den „25 besten PC-Spielen aller Zeiten“ gezählt und nahm in der Listung den 24. Platz ein.

## Nachfolger

### Geplante Entwicklung von Nachfolgern
Obwohl es von Seiten der Entwickler den Wunsch nach einer Fortsetzung gab, kam diese aufgrund von Markenrechtsproblemen nicht zustande. Die Rechte an Wasteland verblieben bei Publisher Electronic Arts. Als Interplay Entertainment sein Geschäftsfeld von einem reinen Entwicklungsstudio zu einem Publisher ausweitete, kam es zu keiner Einigung der beiden Unternehmen. Stattdessen verfolgte EA das Ziel, selbst einen Nachfolger zu entwickeln.
Electronic Arts veröffentlicht 1990 Fountain of Dreams für MS-DOS, ein in Florida angesiedeltes postapokalyptisches Spiel, das große Ähnlichkeit zum Design von Wasteland aufwies. Es wurde daher auch als inoffizielle Fortsetzung bezeichnet, an der allerdings kein Mitglied des Wasteland-Designteams beteiligt war. EA bestritt im Nachhinein sämtliche Verbindungen zwischen den beiden Spielen.
Das nie veröffentlichte Meantime für den Apple II wiederum basierte auf dem Wasteland-Quelltext, sollte sich aber um Zeitreisen drehen.

### InterplaysFallout
Interplays Rollenspiel Fallout aus dem Jahr 1997 gilt als spiritueller Nachfolger zu Wasteland. Es referenziert viele Inhalte des Spiels und entstand letztlich, da Interplay-CEO Fargo die Markenrechtsprobleme mit Publisher Electronic Arts nicht ausräumen konnte. Unter Interplay erschienen drei weitere Spiele in der Fallout-Reihe. 2004 wurde dann erst die Lizenz für einen weiteren Fallout-Nachfolger, 2007 schließlich die gesamte Marke von Interplay an Bethesda Softworks übertragen und fortgeführt.

### InXilesWasteland 2
Nach jahrelangen vergeblichen Versuchen gelang es Brian Fargo 2003 die Rechte an Wasteland für seine neue Firma InXile zu sichern.
Bereits im Juni 2007 gab Fargo an, dass er das Spiel (Wasteland) zurückbringen wolle, das Fallout inspiriert hatte.
Nach langer vergeblicher Suche eines Publishers, der die Produktionskosten übernehmen könnte, gelang es schließlich Anfang 2012 mit Hilfe der Crowdfunding-Onlineplattform Kickstarter die Finanzierung für Wasteland 2 zu sichern.

### Wasteland 3
Im November 2016 wurde eine Crowdfunding-Kampagne auf Kickstarter zur Finanzierung eines dritten Teils erfolgreich abgeschlossen. Die Veröffentlichung erfolgte am 28. August 2020 für Windows, PlayStation 4 und Xbox One.